# ココホリケンケン
ココホリケンケンは、テレビ神奈川（tvk）制作の情報バラエティ番組。制作局のtvkでは2025年4月4日に放送が開始された。名称は、『隠れた街を堀りおこせ!ココホリケンケン』。
TVerで見逃し配信をしている。

## 概要
2002年4月7日から2025年3月29日までの23年間にわたり放送されていた『あっぱれ!KANAGAWA大行進』の後継番組にあたる。本番組への移行とともに30分番組となった。また、神奈川県内の全市町村のロケも従来と収録放送は異なり、撮って出し、増刊号、番組コーナーはなくなった。
横須賀市出身の堀内健（ネプチューン）が、神奈川県の各地を散策しながら、相棒犬（番組ディレクター）と一緒に街の魅力を探す『堀内健流の神奈川県内の全市町村をお散歩バラエティー』。『あっぱれ!KANAGAWA大行進』を起点とする一連のtvk製作の街ブラ番組では初の、パートナー（アシスタント）に女性アナウンサーを配さない構成となっている。
街の人や魅力が気になったら（魅力を発掘したら）、相棒犬の名前をつけさせ、以前の『あっぱれ!KANAGAWA大行進』のロゴ入りステッカーから引き継ぎ、番組のロゴ入りステッカーを配っていく。その後、堀内が考えた番組タイトルのポーズをとってもらい、犬の鳴きマネをしてもらう。魅了されたものに貼ることもある。
番組エンディングでは、EDテーマを担当するSEVENICのシングル「Turn it up」の告知を兼ねて、毎回、放送で訪れた場所を散策する。
番組BGMには、狼少年ケンの主題歌を使用している。
2025年4月のテレビ神奈川のタイムテーブルの記事で、堀内は「あしたのジョーの言葉で、〝のんびり精一杯、頑張りたい〟」と番組への意気込みを語っている。

## エピソード
- 第1回 -『ホリケン地元・横須賀でお散歩!観賞魚店や、思い出中華・・行き先は気分次第!?』

［内容］（若松町・大滝町・稲岡町・小川町）上海亭で中華丼を堪能
【場所紹介】中央水族館、若松マーケット（横須賀ブラジャー）、呑んべ家 がる（堀内の同級生の店）、自家製細麺 上海亭 横須賀中央店
- 第2回 -『大人気カフェに突撃!?お店探しの道中も、街の方々に声かけちゃいます!白いワンちゃんにも!』

（大滝町）散歩している秋田犬と戯れる。ハンモックカフェで「アイスオーレ」を堪能。
【場所紹介】カシェット （cachette）- 堀内の同級生の店。2025年3月にて閉店
- 第3回 - 『ホリケン散歩!え?女子高校生集団現る!街のシンガーと急にカラオケ!?』

［内容］（大滝町・稲岡町・小川町）フリーの女性シンガーとカラオケ。横須賀学院の卒業生徒と円陣
【場所紹介】娯楽の殿堂 SAIKAYA e STAGE、サカゼン 横須賀店、よこすかポートマーケット、三笠公園
- 第4回 - 『武蔵小杉　散歩のお供は赤ソース?桜見て、お魚泳がすホリケンさんグリルで激ウマ食材堪能!』

［内容］（川崎市中原区小杉町）雨での街ブラ散歩。「コスギグリルマーケット」で食材を堪能。
【場所紹介】中原区役所、パークシティ武蔵小杉ザ ガーデンタワーズウエスト、デュエットフォン、悪魔のホットソースの自動販売機（三井のリパーク柿生駅前第2駐車場）、IJOOZ（アイジュース）の自動販売機（三井のリパーク柿生駅前第2駐車場）、渋川沿いの桜、渋川の分岐水門、コスギグリルマーケット
- 第5回 - 『武蔵小杉でハプニング発!?川を守るホリケンさん散歩中に散髪し空手少年にムチャぶり街ブラ』

［内容］（川崎市中原区小杉町）渋川沿いの桜並木の遊歩道で散歩。雨の中での男子校生の変顔選手権
【場所紹介】渋川沿いの桜並木の遊歩道階段、渋川沿いの桜、二ヶ領用水、髪美衣美容室、今市橋、レディースファッション　アラセ
- 第6回 - 『川崎市でホリケンワールド!思い出の地でネプ結成時エピソードも!釘刺さってるお兄さん?素敵店主にもムチャぶり!』

［内容］（川崎市中原区小杉町・丸子通）ネプチューンの思い出を語る。路上で「草原のマルコ」を熱唱。「アイスコーヒー」で店主と会話
【場所紹介】南武沿線道路、武蔵小杉タワープレイス駐輪場 Aエリア、川崎市コンベンションホールの歩道橋、新丸子町内会の掲示板、パピーランド、カワナ理容室、キッチンTiKi
- 第7回 - 『新丸子でホリケン流接客術&おっちゃん達と名ドラマ再現?グルメ散歩!お参りも!』

［内容］（新丸子町）「怪しい求人広告」のお店で、「コーン茶割り」で店主と乾杯。神社参り。食堂で「ネギ肉イタメ」、「みょうがの天ぷら」、「チーズ入りウインナー」を堪能。
【場所紹介】ウラサカバ 満月Do、京濱伏見稲荷神社、冨士浅間神社、三ちゃん食堂
- 第8回 - 『ホリケンお庭で水浴び相模原散歩。ドローンに、キッズレスリングでホリケンワールド!』

［内容］（横山町）堀内がドローンの操作を初体験。レスリング教室でレスリング選手と勝負。偶然、出会った人の自宅で差し入れのから揚げを堪能するとともに、冷たいシャワーで水浴びをした。
【場所紹介】ドローンラウンジ・ジュピター、メイプルスポーツスタジオ、横山公園
- 第9回 - 『ホリケン相模原の商店街である事に気づいた!相棒よしあきには熱血指導!美容師さんにもムチャ振りワンワン対決!』

［内容］（二本松）美容院・美容店の多い街（相原二本松商店街）で日曜日の晴天に「二本松」を求めて、街ブラ。美容室で美容師と会話しながらシャンプー。二本松の芝生で寝転がり、松をみる。
【場所紹介】美容室こすもす（現在は閉業）、グラーティア(GRATIA)、NEXT hair design space、ガネーシャ、カットサロングローブ、raf-ruf（ラフラフ）、WILLIAMS（ウィリアムス）、Trimming Salon Adonis 二本松店、美容室ののはな二本松店、貴紗羅（キサラ）、三代目二本松、二本松八幡宮
- 第10回 - 『ホリケン商店街で水金地火木土天海冥!相模原の酒店＆焼き鳥青空エステ?』

［内容］（二本松）日本酒「二本松（純米吟醸酒）」を試飲。堀内が、焼き鳥屋でスタッフと酒屋の主人にふるまう。エステ店の前で、背中のマッサージを体験。
【場所紹介】田嶋商店、チキンフード大和田、la・vierge
- 第11回 - 『ホリケン、バス待ち兄さんにギャグ伝授。カメラ部品紛失、映像が捉えた真犯人は!?モフモフ癒しの相模原編』

［内容］（二本松）「犬のおまわりさん」の替え歌で、相棒犬（番組D）に前回のダメ出しを行う。男子受験生に一発ギャグを披露するとともに、堀内とのツーショットを撮影。相棒犬のカメラの部品損失で再びスタッフが二本松の芝生で部品探し。大型犬にエサやり＆写真撮影。庭に鳥居のある家にて参拝。せいろ蕎麦を全員で堪能。「バスケットボールチーム・相原サンシャイン」とボールの投げ合い。
【場所紹介】相原もえぎ歯科、モフれる大型犬たちのカフェ moffle 相模原店、手打蕎麦軽兵衛
- 第12回 - 『ホリケン捕獲される!?謎の植木の正体とは⁉︎クイズ開始!激ムズかも』

［内容］（二本松）釣り用具店で、マス釣りの折りたたみネットを店主がアピール。マス網を用いた不審者対策の実例として、店主が不審者に扮した堀内を捕獲。柊鰯を魔除けに飾る家を発見。ココロノコンパスを堀内が歌う。植木クイズを実施。
【場所紹介】美容室 愛花夢、ハンドメイドショップ BURAN、富士矢建設
- 第13回 - 『夏の傑作選スペシャル!!SEVENICが選んだ名シーンBEST10!』

［内容］特別編として、SEVENICが選ぶ放送回名場面ベスト10を放送。番組エンディングでは、SEVENICの「Turn it up」のPVが流れた。
- 第14回 - 『ホリケン平塚市で金角銀角ブラザーズと出会った!自動ドアでも楽しくなっちゃう!』

［内容］（平塚市札場町・千石河岸）相模川のフェンスで、堀内が童謡の「うみ」を熱唱。その後、ロケで出会った人々と交流。
【場所紹介】片倉ボートマリーナ、平塚魚市場 製氷冷蔵工場、理容カサイ、理容カサイの自動販売機、庄三郎丸
- 第15回 - 『ホリケン全開!?新鮮しらす激ウマ!海辺で見つけたもの・・?平塚さんぽ!』

［内容］（平塚市千石河岸）ロケで出会った人に食堂まで案内してもらう。海岸を清掃する。
【場所紹介】壁画イベント開催した看板、ヤマザキオートサービス、湘南しらす丸八丸、平塚海岸（生コン前）
- 第16回 - 『ホリケンわっしょい!嬉し涙に芸人魂!』

［内容］（平塚市札場町）土曜お昼に収録
【場所紹介】魚忠（鮮魚店）、祭用品専門店 そめきん、平塚漁港の食堂
- 第17回 - 『港北ニュータウン女子がご案内!センター北でダンスバトルに夜の観覧車!』

［内容］（都筑区・港北ニュータウン ）初の夜のロケ収録。広場で女子大学生とダンス対決をする。その後、女子大学生と観覧車に乗車する。
【場所紹介】木曽路 港北ニュータウン店、モザイクモール港北 大観覧車、都筑まもる君、ゴンチャ センター北店 (Gong cha)

## 放送時間・ネット局
※2025年7月現在
| 放送対象地域 | 放送局              | 放送曜日と時間               | 開始日          |
| ------------ | ------------------- | ---------------------------- | --------------- |
| 神奈川県     | テレビ神奈川（tvk） | 金曜 22:30 - 23:00           | 2025年4月4日 -  |
| 東京都       | 東京MXテレビ（MX）  | 火曜（水曜深夜） 2:05 - 2:34 | 2025年4月22日 - |
| 熊本県       | 熊本朝日放送（KAB） | 木曜（金曜深夜） 1:20 - 1:50 | 2025年4月25日 - |
| 福岡県       | RKB毎日放送         | 日曜（月曜深夜）1:20 - 1:50  | 2025年7月6日 -  |
| 静岡県       | 静岡放送（SBS）     | 月曜 10:50 - 11:20           | 2025年7月7日 -  |

## スタッフ
- 出演 - 堀内健
- 企画 - 落合宏徳、手島正祐
- 構成 - 狩野孝彦、前田弘人、木許宏哉
- 編集 - 倉光佑弥（オフコース）
- MA - 土屋信
- 技術協力 - e-na（yumomin）
- 協力 - ミツカン
- 編成 - 遠藤幹彦、藤井友美子
- 広報 - 船越莉香、川上遼平
- AD - 盛田龍哉
- AP - 岩切主樹、倉岡健一、福井みゆ
- ディレクター - 菊池由晃、西尾天平、中根拓也
- 出演 - 内山大輔
- プロデューサー - 高木玲、田隝宗昭
- チーフプロデューサー - 大和田宇一
- 制作協力 - テレビ神奈川、ワタナベエンターテインメント、Gothic、MU-PROJECT
- 制作・著作 - ココホリケンケン制作委員会